# NGC 7395
NGC 7395 este o galaxie situată în constelația Șopârla. A fost descoperită în 21 august 1873 de către Édouard Stephan⁠(d). Se află la o distanță de 78,02 de megaparseci de Pământ.